# Herbert Rawlinson
Herbert Rawlinson (15 de novembro de 1885  – 12 de julho de 1953) foi um ator de teatro, cinema, televisão e rádio nascido na Inglaterra e radicado na indústria cinematográfica estadunidense. Atuou em mais de 390 filmes entre 1911 e 1951, 130 deles na era sonora.

## Biografia
Rawlinson era um dos sete filhos de Robert Theodore Rawlinson e sua esposa Emily, e nasceu em New Brighton, Cheshire, na Inglaterra. Imigrou para o Canadá e depois para os Estados Unidos, para iniciar sua carreira inicialmente como ator de circo, depois de teatro e finalmente ator cinematográfico; pode ter iniciado sua carreira em 1904.

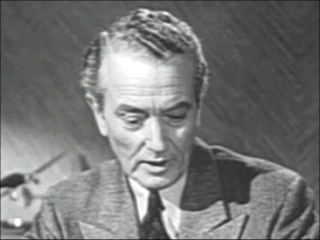
Herbert Rawlinson em cena do filme Lady Gangster, de 1942.

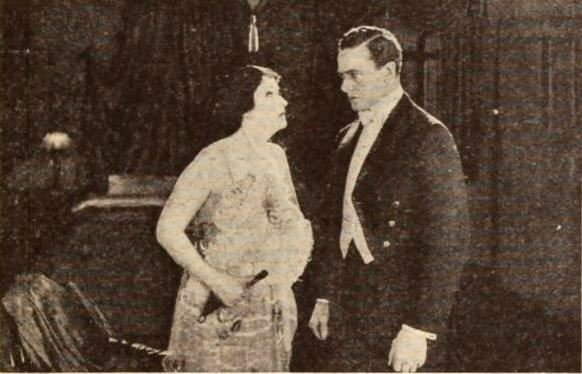
Herbert Rawlinson e Clara Kimball Young no filme Charge It (1921)

Iniciou no cinema na era muda, em 1911, com o filme The Cowboy and the Shrew, para a Selig Polyscope Company, ao lado de Tom Mix e logo passou a protagonizar os mais diversos filmes, para estúdios como a Universal Pictures e a Rayart Pictures Corporation. Em 1919, personificou o famoso detetive fictício Craig Kennedy, no seriado The Carter Case. O detetive, criado por Arthur B. Reeve, foi personagem de vários filmes e séries de televisão.
Entre 1930 e 1934, além da atuação no cinema, Rawlinson atuou também no teatro, na Broadway, em várias peças tais como Citty Haul, com três meses de apresentação, e When Ladies Meet, entre outras.
Apesar de ser primariamente um ator dramático, além do teatro, durante os 40 anos de carreira, Rawlinson atuou em diversos gêneros de filmes, desde comédias até westerns e seriados, além do rádio. Fez a transição para a era sonora chegando a atuar em algumas série de televisão.
Em seus últimos anos, seu trabalho no rádio incluía programas como Cavalcade of America e Escape. Ele também foi o anfitrião e narrador da temporada inicial de Hollywood Star Playhouse, uma antológica série dramática que começou na CBS em 1950.
Rawlinson casou com a atriz de teatro Roberta Arnold, cujo nome verdadeiro era Minerva Arnold, em 1917 e divorciou-se em novembro de 1922. Em 1 de janeiro de 1924, casou com Loraine Abigail Long, de quem se divorciou em 1947. Tiveram dois filhos, David e Sally, que teve uma breve carreira cinematográfica nos anos 1940.
Rawlinson morreu de câncer de pulmão em 1953, na manhã após completar as cenas do filme Jail Bait, que foi lançado em 1954. Seus restos mortais estão na Chapel Of The Pines Crematory.

## Homenagem
Por sua contribuição para a indústria cinematográfica, tem uma estrela na Calçada da Fama, no 6 150 Hollywood Blvd.

## Filmografia parcial

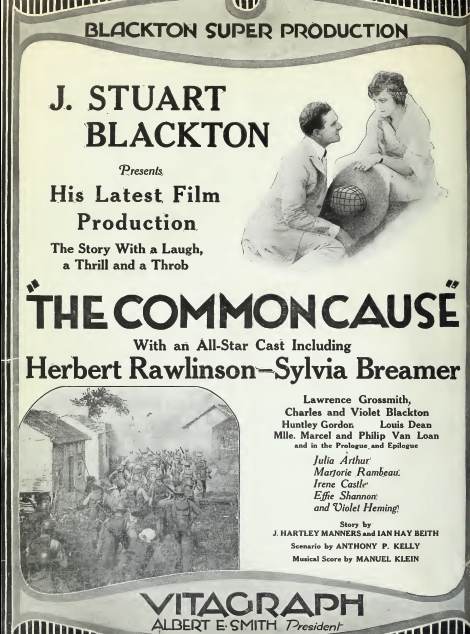
Cartaz publicitário para o filme The Common Cause, de 1919, em que Rawlinson atuou.

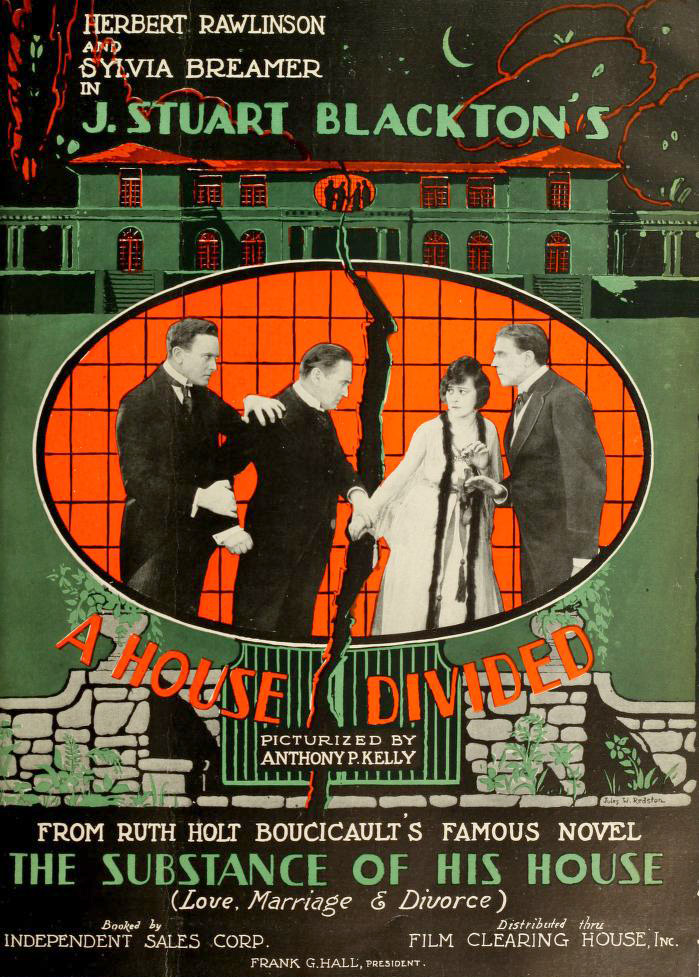
Cartaz publicitário para o filme A House Divided, de 1919.

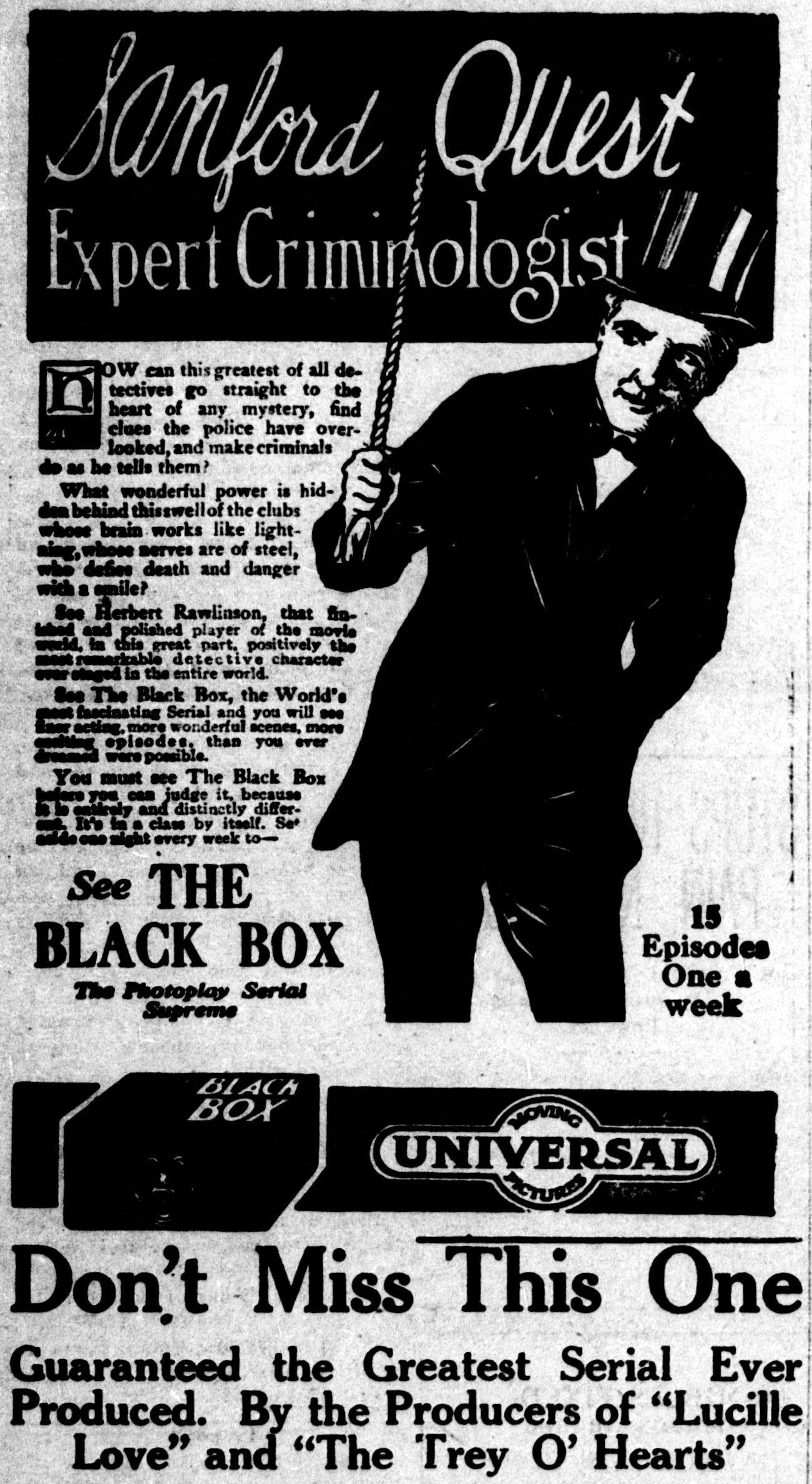
Anúncio do seriado The Black Box, de 1915, em que Rawlinson é o protagonista.

| Cinema | Cinema                             | Cinema                      | Cinema                  |
| Ano    | Título                             | Personagem                  | Notas                   |
| ------ | ---------------------------------- | --------------------------- | ----------------------- |
| 1911   | The New Superintendent             |                             |                         |
| 1915   | The Black Box                      |                             | Seriado                 |
| 1918   | The Turn of the Wheel              |                             |                         |
| 1919   | The Carter Case                    | Craig Kennedy               | Seriado                 |
| 1919   | A House Divided                    | Philip Carmichael           |                         |
| 1921   | Cheated Hearts                     |                             |                         |
| 1922   | Man Under Cover                    |                             |                         |
| 1923   | The Prisoner                       |                             |                         |
| 1925   | The Prairie Wife                   |                             |                         |
| 1925   | The Flame Fighter                  | Jack Sparks                 | Seriado                 |
| 1926   | The Belle of Broadway              |                             |                         |
| 1926   | Trooper 77                         | Steve Manning/ Trooper 77   | Seriado                 |
| 1926   | The Phantom Police                 | Jack Wright                 | Seriado                 |
| 1927   | Slipping Wives                     |                             |                         |
| 1927   | The Bugle Call                     |                             |                         |
| 1936   | Robinson Crusoe of Clipper Island  | Grant Jackson               | Seriado                 |
| 1936   | Follow the Fleet                   | Mr. Webber                  | Não-creditado           |
| 1936   | Bullets or Ballots                 | Mr. Caldwell                |                         |
| 1936   | Ticket to Paradise                 | Fred Townsend               |                         |
| 1937   | S.O.S. Coast Guard                 | Boyle                       | Seriado                 |
| 1937   | Make a Wish                        | Doutor Stevens              |                         |
| 1937   | Back in Circulation                |                             |                         |
| 1937   | Blake of Scotland Yard             | Sir James Blake             | Seriado                 |
| 1937   | That Certain Woman                 | Dr. Hartman                 |                         |
| 1938   | Marie Antoinette                   | Goguelot                    | Não-creditado           |
| 1939   | Dark Victory                       |                             |                         |
| 1940   | Swiss Family Robinson              |                             |                         |
| 1940   | King of the Royal Mounted          | Inspetor King               | Seriado                 |
| 1940   | Seven Sinners                      |                             |                         |
| 1940   | Flash Gordon Conquers the Universe | Dr. Frohmann                | Seriado                 |
| 1941   | King of the Texas Rangers          | Lee Avery                   | Seriado                 |
| 1941   | I Wanted Wings                     | Mr. Young                   |                         |
| 1942   | Don Winslow of the Navy            | Warburton                   | Seriado                 |
| 1942   | Perils of the Royal Mounted        | Richard Winton              | Seriado                 |
| 1942   | Perils of Nyoka                    | Maj. Reynolds (Cap. 1)      | Seriado. Não-creditado. |
| 1942   | Silver Queen                       | Juiz                        |                         |
| 1943   | The Masked Marvel                  | Mr. Kellering               | Não-creditado           |
| 1943   | Daredevils of the West             | T.M. Sawyer (não-creditado) | Seriado                 |
| 1948   | Superman                           | Graham                      | Seriado                 |
| 1949   | Fighting Man of the Plains         | Advogado                    |                         |
| 1953   | The Stranger Wore a Gun            |                             | Não-creditado           |
| 1954   | Jail Bait                          | Dr. Boris Gregor            | Último filme            |

| Televisão | Televisão                | Televisão      | Televisão                                              |
| Ano       | Título                   | Personagem     | Notas                                                  |
| --------- | ------------------------ | -------------- | ------------------------------------------------------ |
| 1952      | Adventures of Superman   | Rozan          | Superman on Earth, 19 de setembro de 1952.             |
| 1953      | The Burns and Allen Show | Capitão Benson | Blanche Secretly Buys a Fur Stole, 13 de abril de 1953 |
| 1954      | Mr. and Mrs. North       | Hugo Crosset   | Busy Signal, 22 de maio de 1953                        |